# Busunzu
Busunzu ist ein Bezirk (Ward) des Distriktes Kibondo in der tansanischen Region Kigoma.

## Geografie
Busunzu liegt an der Nationalstraße von Kagera zum Tanganjikasee, seine Fläche umfasst 201,9 Quadratkilometer. Bei der Volkszählung 2022 lebten hier 31.085 Einwohner in 6276 Haushalten.

## Gliederung
Der Gemeinde besteht aus 2 Dörfern (Mtaa) mit 19 Orten (Kitongoji):
| Busunzu - Mandela - Kolimba - Nyamuguruma A - Nyamuguruma B - Samora - Kabegera - Kadida - Mbugani - Kazaroho | Nyakwi - Sokoine - Nyarulanga - Karume - Mandela - Vumilia - Mtakuja - Songambele - Nyerere - Mtuntu - Samora |

## Infrastruktur
- Gesundheit: In Busunzu befindet sich eine Apotheke.[6]